# Lars Geukes
Lars Geukes (* 6. Februar 1994 in Bocholt) ist ein deutscher Volleyball- und Beachvolleyballspieler.

## Karriere Halle
Lars Geukes begann seine Karriere in seiner Heimatstadt Bocholt. In seiner Zeit als Jugendspieler wurde er 2010 Deutscher Meister der B-Jugend und mehrfach Westdeutscher Meister. In der Saison 2012/13 wurde er mit TuB Bocholt Meister in der Dritten Liga West, wobei er gleichzeitig durch ein Doppelspielrecht für die RWE Volleys Bottrop spielen durfte und mit ihnen Meister in der 2. Bundesliga Nord wurde.
Von 2013 bis 2024 spielte Geukes mit TuB Bocholt in der 2. Bundesliga Nord.

## Karriere Beach
In seiner Zeit als Jugendspieler wurde Geukes mehrfach Westdeutscher Meister. Im Jahr 2010 belegte Geukes bei der U18-Europameisterschaft in Porto mit Jenne Hinrichsen den 13. Platz. Zwei Jahre später erzielte er bei der U20-Europameisterschaft in Hartberg mit Bennet Poniewaz den neunten Rang. Bei der U20-DM 2012 wurde Geukes mit seinem Partner Lennart Bevers erneut Deutscher Meister.
2013 bildete Lars Geukes gemeinsam mit Jannik Reimann ein Beachvolleyball-Team und holte die Bronzemedaille bei der Deutschen Meisterschaft der U20 in Marl. In der Saison 2014 spielte Geukes mit Tim Hildebrand vom Rumelner TV.
Von 2015 bis 2020 starteten Bevers/Geukes regelmäßig auf nationalen Turnieren. 2018 hatten sie einige Top-Ten-Platzierungen auf der Techniker Beach Tour und qualifizierten sich somit für die Deutsche Meisterschaft in Timmendorfer Strand.
2021 und 2022 spielte Geukes auf westdeutschen Turnieren an der Seite von Luis Kubo.